# Медаль «За видатні цивільні досягнення» (Норвегія)
Медаль «За видатні цивільні досягнення» — державна нагорода Королівства Норвегія.

## Історія
Медаль «За видатні цивільні досягнення» була заснована королем Швеції і Норвегії Карлом XIV Юханом 10 квітня 1819 року для винагороди громадян Норвегії за довгу, похвальну і суспільно корисну службу. Список кандидатів на нагородження медаллю надавався міністерством юстиції для розгляду кабінетом міністрів під головуванням короля.
Спочатку медаль мала один клас, проте 13 квітня 1844 року в статут були внесені зміни і медаль була розділена на два класу: золотий і срібний.
Нагородження золотою медаллю «За видатні цивільні досягнення» проводилося вкрай рідко, що викликало високий авторитет нагороди в суспільстві. В цілому за всю історію нагороди нею було відзначене всього 28 осіб. Після 1945 року золоту медаль отримали 10 осіб. За ініціативою уряду Норвегії в 1947 році був удостоєний золотої медалі король Гокон VII у зв'язку з його ювілеєм, аргументуючи це наступним чином: «Працюючи для країни і народу протягом багатьох років, як під час війни, так і в мирний час, Його Величність повністю реалізував свій девіз „Все для Норвегії“, і Рада міністрів держави не може прийти до згоди, щоб дати більш гідне вираження оцінки праці, ніж просити Вашу Величність відтепер носити медаль „За видатні цивільні досягнення“ у золоті»
.
У 1973 році золотою медаллю також був удостоєний король Олаф V до свого 70-річчя.
Срібна медаль «За видатні громадські досягнення» до 1920 року вручалася великій кількості громадян, проте в подальшому, кількість нагороджень скоротилося. Так, після 1945 року, медаль була вручена всього 10 громадянам, останній з яких отримав її в 1960 році.
Останнє вручення медалі було в 1995 році. Остаточно медаль була відмінена в 2004 році.

## Опис
Медаль круглої форми з золота або срібла у відповідності до класу нагороди. Спочатку медаль зверху мала геральдичну корону. Потім — перехідна ланка у вигляді коронованої королівської монограми.
На аверсі медалі профільний портрет царюючого монарха. По колу напис: ім'я правлячого монарха і його девіз.
На реверсі — вінок з дубових гілок, у центрі напис: «For borgerdåd».
До корони прикріплено кільце, за допомогою якого медаль кріпиться до стрічки.
Стрічка медалі шовкова, муарова, кольорів державного прапора — червона з білою смугою по центру, обтяжена синьою смужкою по центру.